# Investitionsdeckung
Die Investitionsdeckung (oder Investitionsdeckungsquote) ist eine betriebswirtschaftliche Kennzahl, bei der die Abschreibungen den Nettoinvestitionen gegenübergestellt werden.
Die Investitionsdeckung gehört wie die Anlagendeckung zu den Kennzahlensystemen, bei denen multikausale Ursache-Wirkungszusammenhänge berücksichtigt werden. Die Investitionsdeckungsquote gibt Auskunft über die Investitionen in Sachanlagen und deren Verhältnis zu den Abschreibungen auf Sachanlagen.
Abschreibungen sind der Werteverzehr, dem das Sachanlagevermögen durch den Produktionsprozess ausgesetzt ist. Sie werden in der Preiskalkulation berücksichtigt und fließen über den Marktpreis als Umsatzerlöse an das Unternehmen zurück („verdiente Abschreibungen“). Als Nettoinvestitionen werden die Bruttoinvestitionen in Sachanlagen abzüglich der Abgänge und Abschreibungen im Geschäftsjahr bezeichnet.

## Ermittlung
Die Investitionsdeckung {\displaystyle I_{d}} ergibt sich aus der Gegenüberstellung der planmäßigen Abschreibungen auf das Sachanlagevermögen {\displaystyle A_{s}} und den Nettoinvestitionen {\displaystyle I_{n}}:
{\displaystyle I_{d}={\frac {A_{s}}{I_{n}}}\cdot 100}.
Die Investitionsdeckung gibt an, in welchem Umfang die Nettoinvestitionen durch Abschreibungen finanziert wurden. Je höher die Quote ausfällt, umso mehr konnten die Nettoinvestitionen durch Abschreibungen finanziert werden. Liegt die Quote deutlich unter 100 %, mussten neben den Abschreibungen auch andere Finanzierungsinstrumente für Investitionen herangezogen werden, unter Umständen auch Fremdfinanzierung. Es liegt dann – aus rein betriebswirtschaftlicher Perspektive (Mikroebene) – eine Überinvestition vor. Bei Quoten über 100 % wurden nicht sämtliche Abschreibungen zur Reinvestition verwendet, was entsprechend als Unterinvestition gilt.
Die Investitionsdeckungsquote ist mathematisch der Kehrwert der Wachstumsrate.

## Wirtschaftliche Aspekte
Die Kennzahl der Investitionsdeckung dient als Maßstab für die Investitionskraft eines Unternehmens. Darunter versteht man das Ausmaß, in dem ein Unternehmen Investitionen durchführen kann, ohne den Geld- oder Kapitalmarkt in Anspruch nehmen zu müssen. Investitionen wirken sich auf die Betriebsgröße und damit auf das Unternehmenswachstum aus, denn die Auslastung zusätzlicher Kapazitäten erhöht – ceteris paribus – die Umsatzerlöse. Liegen die Nettoinvestitionen langfristig unterhalb der Abschreibungen, kann ein Investitionsstau oder ein Abbau von Kapazitäten die Ursache sein.
Die Aussagekraft der Investitionsdeckung ist in der Finanzanalyse begrenzt. Wegen des unstetigen Anfalls von Investitionen muss die langfristige Entwicklung der Kennzahl betrachtet werden. Die Kennzahl kann Verzerrungen unterliegen, zu denen die Nutzungsdauer technischer Anlagen wie Maschinen ebenso gehört wie die Tatsache, dass sich die Abschreibungen auf historische Anschaffungskosten beziehen, so dass Inflation/Deflation und technischer Fortschritt unberücksichtigt bleiben. Erhöht sich die Nutzungsdauer – unter sonst gleichbleibenden Bedingungen – so sind weniger Ersatzinvestitionen erforderlich, was die Investitionsdeckungsquote erhöht. Bedingt durch den technologischen Wandel ist es möglich, dass gleiche Produktionskapazitäten durch tendenziell geringere Investitionen möglich sind. So kann durch geringere Investitionsausgaben dieselbe Produktion stattfinden.
Werden Investitionen durch Leasing vorgenommen, fallen anstelle von Abschreibungen Leasingkosten an. Da einerseits die geleasten Sachanlagen nicht auf der Aktivseite der Bilanz erscheinen (und somit nicht abgeschrieben werden), allerdings Leasingaufwendungen (in der Gewinn- und Verlustrechnung) anfallen, wird die Aussagekraft der Kennzahl reduziert.
Eine weitere, sich mit Investitionen befassende Kennzahl ist die Investitionsquote.